# Esymus evanescens
Esymus evanescens är en skalbaggsart som beskrevs av Karl Henrik Boheman 1857. Esymus evanescens ingår i släktet Esymus och familjen Aphodiidae. Inga underarter finns listade i Catalogue of Life.